# ニーナ・ドブレフ
ニーナ・ドブレフ（英語: Nina Dobrev、1989年1月9日 - ）は、ブルガリアのソフィア出身のカナダの女優、モデル。本名はブルガリア語でニコリーナ・カメノヴァ・ドブレヴァ（Николина Каменова Добрева）。

## 来歴

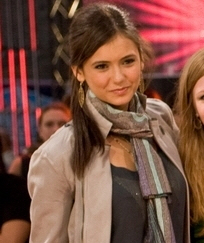
（2008年）

ブルガリア人民共和国の首都であるソフィアでコンピュータ科学者の父親とアーティストである母親の間で生まれた。2歳のときに家族と共にカナダに移住し、主にオンタリオ州トロントで育った。幼少期より芸術の多くの分野で、情熱的な反応と才能を見せた。特にダンス、体操、演劇、音楽、ビジュアルアート、演技でその傾向が見られた。
オンタリオ州スカーバローにあるパブリックスクールとウェックスフォード･カレジエイト･スクール･フォー･ジ･アーツで学んだあと、トロントにあるライアソン大学で社会学を学んでいたが、女優業に専念するため、2008年に中退している。 
ディーン・アームストロングが主催する演劇学校で学んだ。最初はTVのCMモデルをしていたが、演技の世界へ入るため、映画やテレビのオーディションを受けた。
彼女は『アウェイ・フロム・ハー君を想う』、『タンネンベルク1939 独ソ侵略』、『女子高生 VS 狼男』などの役を得た。そのなかでも、特に彼女の名前が知られるようになったのは、カナダの学園テレビ・ドラマ Degrassi: The Next Generation であり、10代のシングル・マザーを演じた、ミア・ジョーンズ役である。
2009年秋からアメリカのThe CW系列で放送されている、女子高生とヴァンパイアの複雑な恋愛と青春を描いた人気ティーンホラー・ドラマ『ヴァンパイア・ダイアリーズ』（原題 The Vampire Diaries、 日本版公式サイト）では、主人公エレナの役と、そのドッペルゲンガーであるキャサリンの役を演じている。
2010年に、『ヴァンパイア・ダイアリーズ』でティーン・チョイス・アワード（TVファンタジー・SF部門　女優賞）を受賞した。

## 私生活
彼女には、エンジニアである1人の兄がいる。母国語であるブルガリア語と、カナダ育ちのためフランス語、更に英語が堪能。
スポーツは全般的に好きであり、とりわけサッカー、水泳、乗馬、バレーボール、ウェイクボード、ロッククライミング、スノーボード、体操、ヨーガなどを好む。趣味でカスタムジュエリーを作っており、友達にあげたりしている。旅行が好きで、特にヨーロッパ旅行が好きである。両親がブルガリア人であるためブルガリア正教徒である。
現在はアメリカ合衆国に住んでいる。
2009年からドラマ内で恋人を演じていたイアン・サマーホルダーと交際していたが、お互いの考え方の違いから2013年5月に破局。
その後、9月に親友でもあるジュリアン・ハフの兄、振付師のデレク・ハフとの交際が報道されるがすぐに破局。
イアン・サマーホルダーとは破局後も円満な関係を続けている。
2019年からスノーボーダーのショーン・ホワイトと交際している。

## フィルモグラフィー

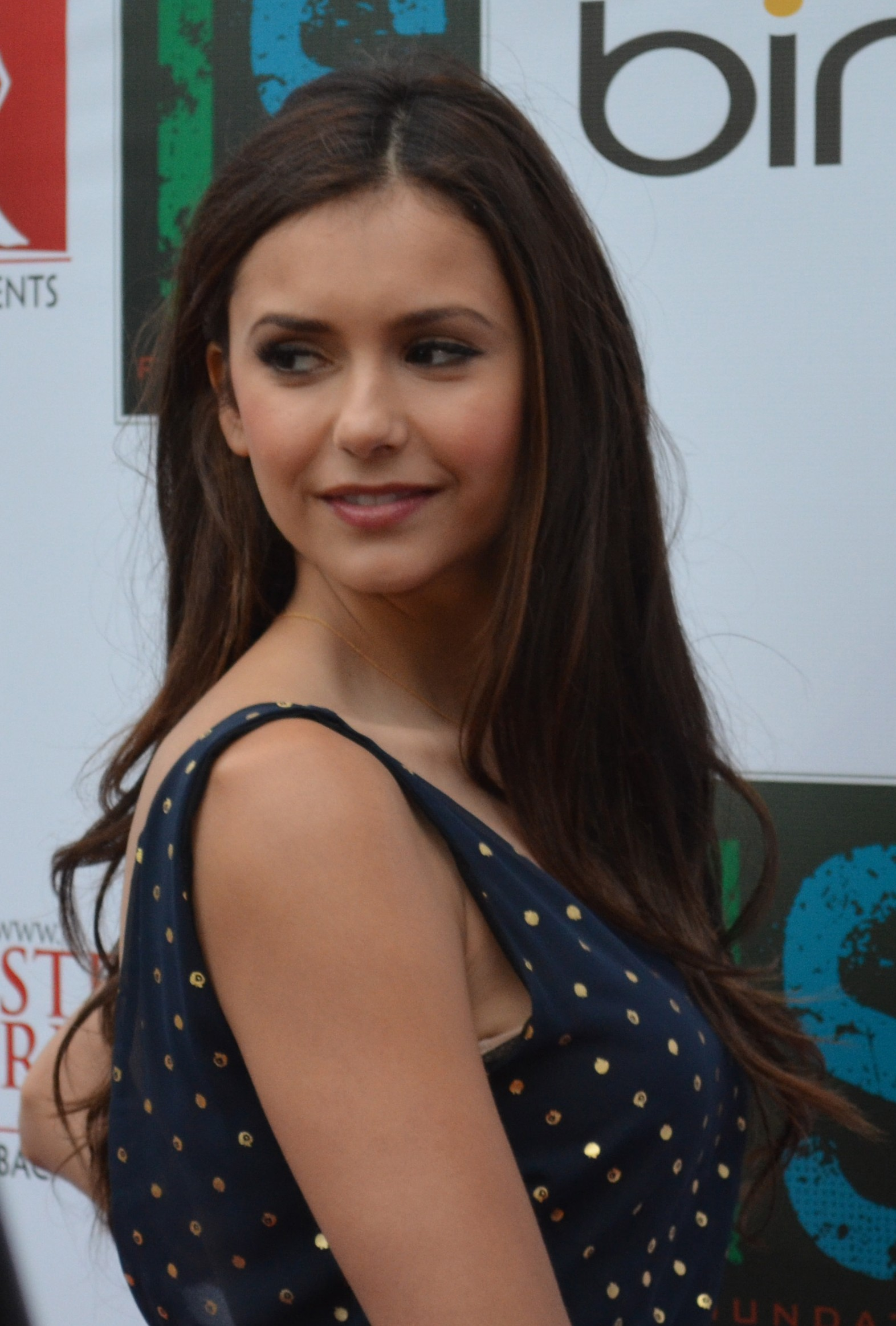
（2012年）

### 映画
| 年   | 邦題 原題                                               | 役名                       | 備考             |
| ---- | ------------------------------------------------------- | -------------------------- | ---------------- |
| 2006 | Playing House                                           | シャナイア                 | テレビ映画       |
| 2006 | アウェイ・フロム・ハー君を想う Away from Her            | モニカ                     |                  |
| 2007 | ストンプ! How She Move                                  | バスルームの少女           |                  |
| 2007 | タンネンベルク1939 独ソ侵略戦争 The Poet                | レイチェル                 |                  |
| 2007 | Too Young to Marry                                      | ジェシカ・カーペンター     | テレビ映画       |
| 2007 | Fugitive Pieces                                         | ベラ                       |                  |
| 2007 | My Daughter's Secret                                    | ジュスティーヌ             | テレビ映画       |
| 2008 | 女子高生 VS 狼男 Never Cry Werewolf                     | ローレン・ハンセット       | テレビ映画       |
| 2008 | The American Mall                                       | アリー・シェパード         | テレビ映画       |
| 2008 | Mookies Law                                             | ローズベラ                 | 短編映画         |
| 2008 | REPO! レポ Repo! The Genetic Opera                      | ベス・スワンソン           |                  |
| 2009 | Degrassi Goes Hollywood                                 | ミア・ジョーンズ           | テレビ映画       |
| 2009 | CHLOE/クロエ Chloe                                      | アンナ                     |                  |
| 2011 | ザ・ルームメイト The Roommate                           | マリア                     |                  |
| 2011 | キリング・ゲーム Arena                                  | ローリ                     |                  |
| 2012 | ウォールフラワー The Perks of Being a Wallflower        | キャンディス・ケルメッキス |                  |
| 2014 | リアル刑事ごっこ in LA Let's Be Cops                    | ジョージー                 | 日本劇場未公開   |
| 2015 | ファイナル・ガールズ 惨劇のシナリオ The Final Girls     | ヴィッキー                 |                  |
| 2017 | トリプルX:再起動 xXx: The Return of Xander Cage         | ベッキー                   |                  |
| 2017 | ホームメイト! Crash Pad                                 | ハンナ                     |                  |
| 2017 | フラットライナーズ Flatliners                           | マーロ                     |                  |
| 2018 | Dog Days                                                | エリザベス                 |                  |
| 2018 | Then Came You                                           | Izzy                       |                  |
| 2019 | スキャンダル 〜人生のターニングポイント〜 Run This Town | アシュリー・ポロック       |                  |
| 2019 | Lucky Day                                               | Chloe                      |                  |
| 2021 | ラブ・ハード Love Hard                                  | ナタリー・バウアー         |                  |
| 2023 | ブリックレイヤー The Bricklayer                         | ケイト                     |                  |
| 2024 | 同窓会 Reunion                                          | アマンダ・タナー           | Paramount+で配信 |

### テレビ
| 年              | 邦題 原題                                      | 役名                                                 | 備考                                                                                        |
| --------------- | ---------------------------------------------- | ---------------------------------------------------- | ------------------------------------------------------------------------------------------- |
| 2006-2009       | Degrassi: The Next Generation                  | ミア・ジョーンズ                                     | 52エピソード                                                                                |
| 2008            | The Border                                     | マイア                                               | 2エピソード                                                                                 |
| 2009            | Merry Madagascar                               | トナカイ                                             | テレビ短編、声の出演                                                                        |
| 2009            | イレブンス・アワー Eleventh Hour               | グレース・ダール                                     | 1エピソード                                                                                 |
| 2009-2015, 2017 | ヴァンパイア・ダイアリーズ The Vampire Diaries | エレナ・ギルバート / キャサリン・ピアース / アマンダ | 主演（シーズン1-6） 声の出演、クレジットなし（シーズン7） ゲスト（シーズン8） 134エピソード |
| 2011            | ファミリー・ガイ Family Guy                    | 複数の声                                             | 1エピソード                                                                                 |
| 2014            | オリジナルズ The Originals                     | タティア                                             | 第2シーズン第5話「イライジャの過去」                                                        |
| 2016            | リップシンクバトル Lip Sync Battle             | 本人                                                 | Episode: "Tim Tebow vs Nina Dobrev"                                                         |